# Башинський Роман Сергійович
Рома́н Сергі́йович Баши́нський — генерал-майор Збройних сил України.

## Життєпис
У 1991 році закінчив Благовєщенське вище танкове командне Краснознаменне училище імені Героя Радянського Союзу Маршала Радянського Союзу К.Мерецкова. У 2010 році — полковник, заступник командира Навчального центру «Десна». З грудня 2011 — генерал-майор, начальник Центрального бронетанкового управління. Після отриманої в зоні АТО контузії звільнений з військової служби в запас за станом здоров'я. З 2015 року на державній службі в Міністерстві оборони України, Директор департаменту озброєння та військової техніки Міністерства оборони України.

## Нагороди
3 серпня 2014 року — за особисту мужність і героїзм, виявлені у захисті державного суверенітету та територіальної цілісності України, вірність військовій присязі під час російсько-української війни, відзначений — нагороджений орденом Данила Галицького.